# Vorombe
Genre
Vorombe est l'un des trois genres d'oiseaux-éléphants, une famille éteinte de ratites endémiques de Madagascar. Les spécimens de ce genre ont été considérés jusqu'en 2018 comme des spécimens de grande taille d'Æpyornis.
Après une analyse de 346 spécimens dont 82 étaient intacts, les zoologistes britannique James P. Hansford (d) et Samuel T. Turvey (d) de la Zoological Society of London ont permis de définir uniquement quatre espèces d’oiseaux-élephants (et non quinze), réparties en trois genres : Aepyornis hildebrandti, Aepyornis maximus, Mulleornis modestus et Vorombe titan.
Vorombe titan constitue un nouveau genre mais sa description remonte à celle du Britannique Charles William Andrews à la fin du XIXe siècle, celle d’Æpyornis titan en 1894, espèce que d’autres chercheurs avaient identifié avec des A. maximus de plus grande taille. C’est pourquoi ils lui ont conservé le nom d’espèce (titan) attribué par Andrews. En 1963, Pierce Brodkorb considère que A. titan serait une variante de A. maximus et ne la considère plus comme une espèce distincte.

## Étymologie
Le nom générique, Vorombe, reprend le terme malgache qui signifie « gros oiseau ».

## Publication originale
- (en) James P. Hansford et Samuel T. Turvey, « Unexpected diversity within the extinct elephant birds (Aves: Aepyornithidae) and a new identity for the world's largest bird », Royal Society Open Science, Royal Society, vol. 5, no 9,‎ 26 septembre 2018, p. 181295 (ISSN 2054-5703, PMID 30839722, PMCID 6170582, DOI 10.1098/RSOS.181295, lire en ligne).